# Help Is on the Way
Help Is on the Way is de in 2007 uitgegeven debuutsingle van de Nederlandse formatie Ponoka. Het nummer stond van 14 september tot en met 21 september 2007 op nummer 1 in de Kink 40 van Kink FM.